# Kunszentmiklós
Kunszentmiklós (hongrois : Kunszentmiklós [ˈkunsɛntmikloːʃ]) est une localité hongroise, ayant le rang de ville dans le comitat de Bács-Kiskun. Elle est le chef-lieu de la micro-région de Kunszentmiklós.

## Géographie
Kunszentmiklós se trouve à 46 km au nord-ouest de Kecskemét, à 54 km au sud de Budapest.

## Population

### Démographie
Recensements ou estimations de la population :
| 1870  | 1880  | 1890  | 1900  | 1910  |
| ----- | ----- | ----- | ----- | ----- |
| 5 963 | 6 929 | 7 309 | 8 178 | 8 787 |

| 1920  | 1930  | 1941  | 1949  | 1960  |
| ----- | ----- | ----- | ----- | ----- |
| 8 675 | 8 434 | 8 241 | 8 261 | 8 233 |

| 1970  | 1980  | 1990  | 2001  | 2011  |
| ----- | ----- | ----- | ----- | ----- |
| 7 976 | 8 432 | 8 625 | 9 034 | 8 628 |